# Премия Сакураи
Пре́мия Сакура́и (официально: англ. J. J. Sakurai Prize for Theoretical Particle Physics — премия имени Дзюна Джона Сакураи в области теоретической физики элементарных частиц) — премия в области теоретической физики элементарных частиц, ежегодно присуждаемая Американским физическим обществом. Премия была учреждена в 1984 году семьёй и друзьями физика-теоретика Дзюна Джона Сакураи (J. J. Sakurai) в память о нём и как признание его достижений.

## Лауреаты премии

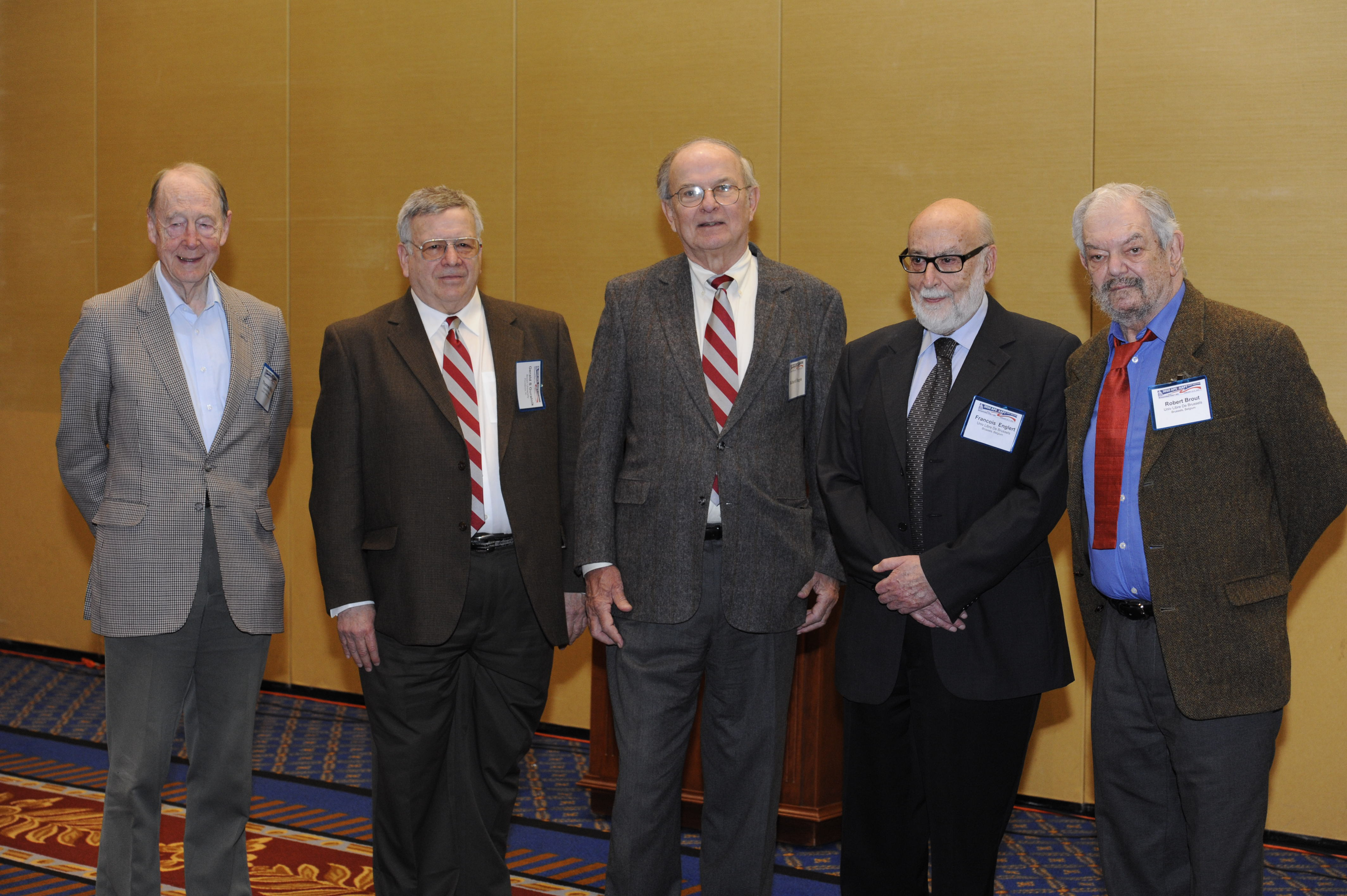
Лауреаты премии Сакураи за 2010 год (5 из 6): (слева направо) Киббл, Гуральник, Хаген, Энглер и Браут

| Год  | Лауреат                                                                           | Обоснование награды |
| ---- | --------------------------------------------------------------------------------- | --- |
| 1985 | Тосихидэ Маскава Макото Кобаяси                                                   | «за вклад в теорию электрослабых взаимодействий в виде общей формулировки фермионной массовой матрицы и за их пророческий вывод о существовании более чем четырёх ароматов кварков» |
| 1986 | Дэвид Гросс Дэвид Политцер Фрэнк Вильчек                                          | «за проведённый анализ поведения неабелевых калибровочных теорий на малых расстояниях, и последствия этих идей для понимания сильного взаимодействия между кварками» |
| 1987 | Лучано Майани Джон Илиопулос                                                      | «за работу по слабым взаимодействиям очарованных частиц, ставшую важнейшим шагом в развитии современной теории фундаментальных взаимодействий» |
| 1988 | Стивен Адлер                                                                      | «за работу по прояснению последствий киральной симметрии посредством правил сумм и низкоэнергетических теорем» |
| 1989 | Никола Кабиббо                                                                    | «за выдающийся вклад в прояснение структуры слабого адронного тока» |
| 1990 | Тоитиро Киносита                                                                  | «за теоретический вклад в высокоточную проверку квантовой электродинамики и электрослабой теории, особенно за пионерскую работу по вычислению аномальных магнитных моментов лептонов» |
| 1991 | Владимир Наумович Грибов                                                          | «за ранние новаторские работы в области высокоэнергетического поведения квантовополевых теорий и за исследования, проливающие свет на глобальную структуру неабелевых калибровочных теорий» |
| 1992 | Линкольн Вольфенштейн                                                             | «за многочисленные достижения в области теории слабых взаимодействий, в частности, за исследование нарушения СР-инвариантности и свойств нейтрино» |
| 1993 | Мэри Гайар                                                                        | «за вклад в феноменологическую и теоретическую физику элементарных частиц, в частности, за её совместную работу с Беном Ли и другими о применении КХД к смешиванию и распадам K-мезонов, а также к связанным состояниям очарованных кварков» |
| 1994 | Йоитиро Намбу                                                                     | «за многочисленные фундаментальные достижения в области теории поля и физики элементарных частиц, включая сюда понимание роли пиона как сигнализатора спонтанного нарушения киральной симметрии» |
| 1995 | Говард Джорджи                                                                    | «за новаторские достижения в направлении объединения сильного и электрослабого взаимодействий, а также за применение квантовой хромодинамики к определению свойств и взаимодействий адронов» |
| 1996 | Уильям Бардин                                                                     | «за фундаментальные идеи в понимании структуры и значения аксиальной аномалии и за вклад в понимание теории возмущений в квантовой хромодинамике» |
| 1997 | Томас Аппельквист                                                                 | «за пионерские работы по чармонию и по отключению связи с тяжёлыми частицами в низкоэнергетическом пределе» |
| 1998 | Леонард Сасскинд                                                                  | «за новаторские достижения в области адронных струнных моделей, решёточных калибровочных теорий, квантовой хромодинамики и динамического нарушения симметрии» |
| 1999 | Михаил Аркадьевич Шифман Аркадий Иосифович Вайнштейн Валентин Иванович Захаров    | «за фундаментальный вклад в понимание непертурбативной КХД, слабых нелептонных распадов и аналитических свойств суперсимметричных калибровочных теорий» |
| 2000 | Кёртис Каллан                                                                     | «за его ставшую классической формулировку ренормализационной группы, за достижения в области физики инстантонов, а также теории монополей и струн» |
| 2001 | Натан Изгур Михаил Борисович Волошин Марк Вайз                                    | «за разработку метода разложения по массам тяжёлых кварков и за открытие симметрии тяжёлых кварков в квантовой хромодинамике, приведших к созданию количественной теории распадов c- и b- адронов» |
| 2002 | Уильям Марсиано Альберто Сирлин                                                   | «за пионерские работы по радиационным поправкам, сделавшие область высокоточных электрослабых вычислений мощным методом тестирования Стандартной модели и поиска новой физики» |
| 2003 | Альфред Мюллер Джордж Штерман                                                     | «за разработку концепций и методов в КХД, таких как инфракрасная безопасность и факторизация в жёстких процессах, открывших новые возможности точных количественных предсказаний и экспериментальной проверки, и тем самым способствовавших становлению КХД как теории сильных взаимодействий»                                                                                         |
| 2004 | Икарос Биги Энтони Итиро Санда                                                    | „за новаторские теоретические идеи, указавшие путь к весьма плодотворным экспериментальным исследованиям нарушения CP-инвариантности в распадах b-мезонов, и за достижения в области CP и физики тяжёлых кварков» |
| 2005 | Сусуму Окубо                                                                      | «за передовые исследования в области адронных масс и скоростей распада, имевшие ключевое значение для разработки кварковой модели, и за демонстрацию того, что нарушение CP-инвариантности делает возможной асимметрию парциальных скоростей распада» |
| 2006 | Савас Димопулос                                                                   | «за творческие идеи в области динамического нарушения симметрии, суперсимметрии, а также дополнительных пространственных измерений, очертившие направления теоретических исследований тераэлектронвольтной физики высоких энергий, которые, в свою очередь, инспирировали широкий круг экспериментов»                                                                                  |
| 2007 | Стэнли Бродский                                                                   | «за применение теории возмущений квантовой теории поля к критическим вопросам физики элементарных частиц, в частности, к анализу жёстких эксклюзивных процессов с участием сильного взаимодействия» |
| 2008 | Алексей Юрьевич Смирнов Станислав Павлович Михеев                                 | «за важную новаторскую работу по эффекту усиления осцилляций нейтрино в веществе, имеющему ключевое значение для количественного понимания потока солнечных нейтрино» |
| 2009 | Дэвисон Соупер Джон Коллинз Ричард Кит Эллис                                      | «за работу в области пертурбативной квантовой хромодинамики, включая приложения к проблемам, имеющим центральное значение для интерпретации столкновений частиц высоких энергий» |
| 2010 | Карл Хаген Франсуа Энглер Джеральд Гуральник Питер Хиггс Роберт Браут Томас Киббл | «за прояснение свойств спонтанного нарушения симметрии в четырёхмерной релятивистской калибровочной теории, а также механизма согласованной генерации масс векторных бозонов» |
| 2011 | Крис Квигг Эстия Эйхтен Йен Хинклифф Кеннет Лейн                                  | «за их работу (как по отдельности, так и совместно), призванную наметить направления исследований в области тераэлектронвольтной физики высоких энергий на мультиТэВ адронных коллайдерах» |
| 2012 | Брайан Уэббер Гвидо Альтарелли Торбьёрн Сьостранд                                 | «за ключевые идеи относительно детального подтверждения Стандартной модели физики элементарных частиц, открывающие возможности по получению высокоточной информации о квантовой хромодинамике, электрослабых взаимодействиях и возможной новой физике из экспериментов в области физики высоких энергий»                                                                               |
| 2013 | Хелен Квинн Роберто Печчеи                                                        | «за предложенный ими элегантный механизм для решения известной проблемы о нарушении CP-инвариантности для сильных взаимодействий (strong CP problem), который, в свою очередь, привёл к введению понятия об аксионах, предмету интенсивных экспериментальных и теоретических исследований на протяжении более чем трёх десятилетий»                                                    |
| 2014 | Давид Косовер Ланс Диксон Цви Берн                                                | «за новаторский вклад в вычисление пертурбативных амплитуд рассеяния, что привело к более глубокому пониманию квантовой теории поля и к новым мощным инструментам для расчета КХД-процессов» |
| 2015 | Джордж Цвейг                                                                      | «за независимо сделанное предположение, что адроны состоят из дробно заряженных фундаментальных составляющих, называемых кварками или тузами, а также за разработку революционных следствий этого утверждения для масс и свойств адронов» |
| 2016 | Питер Лепаж                                                                       | Оригинальный текст (англ.)For inventive applications of quantum field theory to particle physics, particularly in establishing the theory of hadronic exclusive processes, developing nonrelativistic effective field theories, and determining standard-model parameters with lattice gauge theory                                                                                    |
| 2017 | Гордон Кейн Хауард Хейбер Джон Ганион Салли Доусон                                | «за инструментальный вклад в теорию свойств, реакций и сигнатур бозона Хиггса» |
| 2018 | Энн Нельсон Майкл Дайн                                                            | Оригинальный текст (англ.)For groundbreaking explorations of physics beyond the standard model of particle physics, including their seminal joint work on dynamical super-symmetry breaking, and for their innovative contributions to a broad range of topics, including new models of electroweak symmetry breaking, baryogenesis, and solutions to the strong charge parity problem |
| 2019 | Лиза Рэндалл Раман Сундрум                                                        | Оригинальный текст (англ.)For creative contributions to physics beyond the Standard Model, in particular the discovery that warped extra dimensions of space can solve the hierarchy puzzle, which has had a tremendous impact on searches at the Large Hadron Collider |
| 2020 | Пьер Сикиви                                                                       | Оригинальный текст (англ.)For seminal work recognizing the potential visibility of the invisible axion, devising novel methods to detect it, and for theoretical investigations of its cosmological implications |
| 2021 | Vernon Barger                                                                     | |
| 2022 | Нима Аркани-Хамед                                                                 | |

- Лауреаты премии Сакураи за 2010 год (5 из 6): 
(слева направо) Киббл, Гуральник, Хаген, Энглер и Браут